# Peucedanum puberulum
Peucedanum puberulum är en flockblommig växtart som beskrevs av Porphir Kiril Nicolai Stepanowitsch Turczaninow. Peucedanum puberulum ingår i släktet siljor, och familjen flockblommiga växter. Inga underarter finns listade i Catalogue of Life.